# Eletrofisiologia do coração

Esquema de um ECG, com representação dos intervalos

A eletrofisiologia cardíaca é a ciência que explica, diagnostica e trata as atividades elétricas do coração. O termo é geralmente utilizado para descrever os estudos desses fenômenos por meio de cateteres invasivos (intracardíaco) que registram a atividade espontânea do órgão, assim como através de respostas cardíacas a estimulações elétricas programadas. Essas investigações são efetuadas a fim de se observar arritmias complexas, elucidar sintomas, avaliar eletrocardiogramas anormais, estimar o risco de desenvolvimento de arritmias no futuro e desenvolver tratamentos. Tais procedimentos incluem, cada vez mais, métodos terapêuticos (ablação por radiofrequência) adicionados às rotinas de diagnóstico e prognóstico. Outras modalidades terapêuticas empregadas nesta área compreendem tratamentos com drogas antiarrítmicas e a implantação de marcapassos artificiais e desfibriladores cardioversores implantáveis automáticos.